# 女人造人
| 题目     | 01 - 女人造人                 |
| 作者     | Catherine Tregenna            |
| 导演     | Ashley Way                    |
| 制片     |                               |
| 执行制片 | 拉塞爾·T·戴維斯 Julie Gardner |
| 剧本编辑 |                               |
| 集数     | 第一季 第4集                  |
| 长度     | 50 分钟                       |
| 播出时间 | 2006年11月5日                 |
| 上一集   | "意念魂器"                    |
| 下一集   | "小小世界"                    |

《女人造人》（Cyberwoman，港譯《女機械人》）是英国科幻电视剧火炬木小组的第4集，2006年11月5日首播。

## 概要
Ianto在火炬木小组的基地底下藏了一具赛博人，那是他的女友Lisa，當已經被改造六成以上的Lisa可以自由行動後，帶給Ianto的不是舊夢重溫，而是一場新的危難。

## 情节
Ianto一直把在金絲雀碼頭之戰中被Cyberman改造成半機器人的女友Lisa藏在火炬木小组的基地底下，某日他將其他小組成員都支離基地後，偷偷帶入一名機器自動控制的權威教授，協助Lisa恢復呼吸與基本行動能力。不料，手術才大致告成，Jack便已帶著其他人回來，Ianto只好讓Lisa及教授躲回基地底部。
同時整個基地的用電開始激增，直到跳電，讓引起了Toshiko等人的疑惑，而Ianto已經猜出起因在Lisa。當Ianto按耐好同僚後，下樓察看時意外發現教授已經被Lisa殺死，原因是被改造成Cyberwoman的Lisa要執行Cyberman將全人類升級改造的目標，甚至Lisa也將Ianto當成必須升級的對象。
直至此時，Ianto再無法隱瞞下去，因為察覺古怪的Jack在全基地失去電力後，已經率眾下樓，發現了Lisa。Jack對Iant的行為非常憤怒，但Lisa也對他們展開攻擊，面對超出當前科技的Cyberwoman又喪失可以運用的武器與裝備，而且Ianto堅持要幫助Lisa恢復人類身份而不肯參戰，令戰況一面倒向Lisa。
為恢復電力，Jack利用自己不死身的特質替Toshiko掩護，讓她爭取到離開基地的時間去恢復基地的供電，Lisa的持續攻擊使火炬木小组只能不斷逃跑迴避，甚至為了避免Lisa發現行蹤，Jack和Ianto、Owen和Gwen互相接吻以閉氣躲避追蹤。
當Toshiko重新接上電源，令通往地面的升降梯恢復後，火炬木小组便搭乘升降梯離開，並且趁Lisa追上時，指使基地中的翼龍襲擊Lisa還是人身的部份，順利將她重創。
回到地面後，火炬木小组準備足以摧毀Cyberman的火力同時，一名送披薩的小妹也進入了基地，因此當Ianto被Jack派為先鋒率先進入基地時，即錯愕地發現身受重傷的Lisa竟然已經將自己的腦部移植到送披薩的女孩頭裡，並向Ianto表示自己已經如他所願恢復成人類，但是不希望看見她繼續造孽的Ianto還是決定朝Lisa開了一槍......
翌日，Ianto繼續回到火炬木小组上班，儘管他感覺身上每一寸都在劇痛著。

## 演员
- Captain Jack Harkness — 约翰·巴洛曼
- Gwen Cooper（英语：Gwen Cooper） — Eve Myles（英语：Eve Myles）
- Owen Harper（英语：Owen Harper） — Burn Gorman
- Toshiko Sato（英语：Toshiko Sato） — 森尚子
- Ianto Jones（英语：Ianto Jones） — Gareth David-Lloyd
- Lisa Hallett（英语：Lisa Hallett） — Caroline Chikezie（英语：Caroline Chikezie）